# إد ولز
إد ولز (بالإنجليزية: Ed Wells)‏ هو لاعب كرة قاعدة أمريكي، ولد في 7 يونيو 1900 في آشلاند في الولايات المتحدة، وتوفي في 1 مايو 1986 في مونتغومري في الولايات المتحدة.